# 縣內角太安宮
太安宮（太子壇）是臺灣臺南市學甲區的一間廟宇，該廟主祀為中壇元帥（哪吒元帥）及其兩位兄長（金吒元帥與木吒元帥），陪祀則為虎爺將軍。位於傳統學甲十三庄學甲下社庄中的縣內角聚落，同時亦為該聚落的角頭廟宇，其在學甲慈濟宮代表選舉區為屬學甲下角選區，因為是十三庄中的47角頭之一，故也是學甲慈濟宮上白礁謁祖與學甲刈香的基本參與廟宇之一。
行政區一直屬於仁得里境內，而仁得里亦為早期學甲鎮的中心位置，另在2010年12月25日，臺南縣與臺南市實施縣市合併，原學甲26里中有多里進行聚落(里)的合併，今全學甲區合併後僅剩13個里，且此里為人口數最多的一個里，也是學甲區的政經中心。

## 建廟沿革
源於明鄭時期陳姓先祖（陳卯），當時偕同其家眷追隨鄭成功軍隊來臺，並由其家鄉福建泉州同安縣金門烈嶼十八都馬朝巷，奉請中壇元帥護佑能平安渡海，也因同行的先民們大多來自同一故鄉福建泉同安縣內，故便以縣內仔作為聚落名。只是來臺初時因生活尚未安定故而並無建廟奉祀，當時對神尊的祀奉方式，是每年農曆九月九日中壇元帥聖誕的同時，以筊選方式選出爐主，並輪流奉祀於當年的值年爐主家中。
直到1996年在中壇元帥聖誕（農曆九月九日）時，聚落內有一些信眾便開始倡議需要建廟，以讓神尊有固定場域供信眾們參拜，其後並恭請學甲慈濟宮保生大帝選定建廟位置，經選定後即為當今廟宇現址，當時並定廟名為太安宮（有的當地人則稱太子壇）。只是因種種因素，隔年1997年才開始籌湊建廟資金，直到1999年建廟款項籌湊完成之後，成立建廟委員會並開始動土興工，並在2001年再次雕刻一尊鎮殿中壇元帥金身，於同年5月進行開光點眼，該年竣工後於8月舉行入火安座儀式。

## 軼事
太安宮在每次參與學甲慈濟宮上白礁謁祖與學甲刈香的活動中，參與的隊伍都會附帶採用真人藝閣陣頭助陣，並且，所演出的項目也都會以該廟主祀中壇元帥（哪吒元帥）為主題，尤其是封神榜的故事最為常見。此外，也經常舉辦太子爺塗鴉上色活動，讓喜歡繪畫塗鴉與顏色創意的孩童，發揮創意來太子爺塗上心目中的顏色。

## 圖集

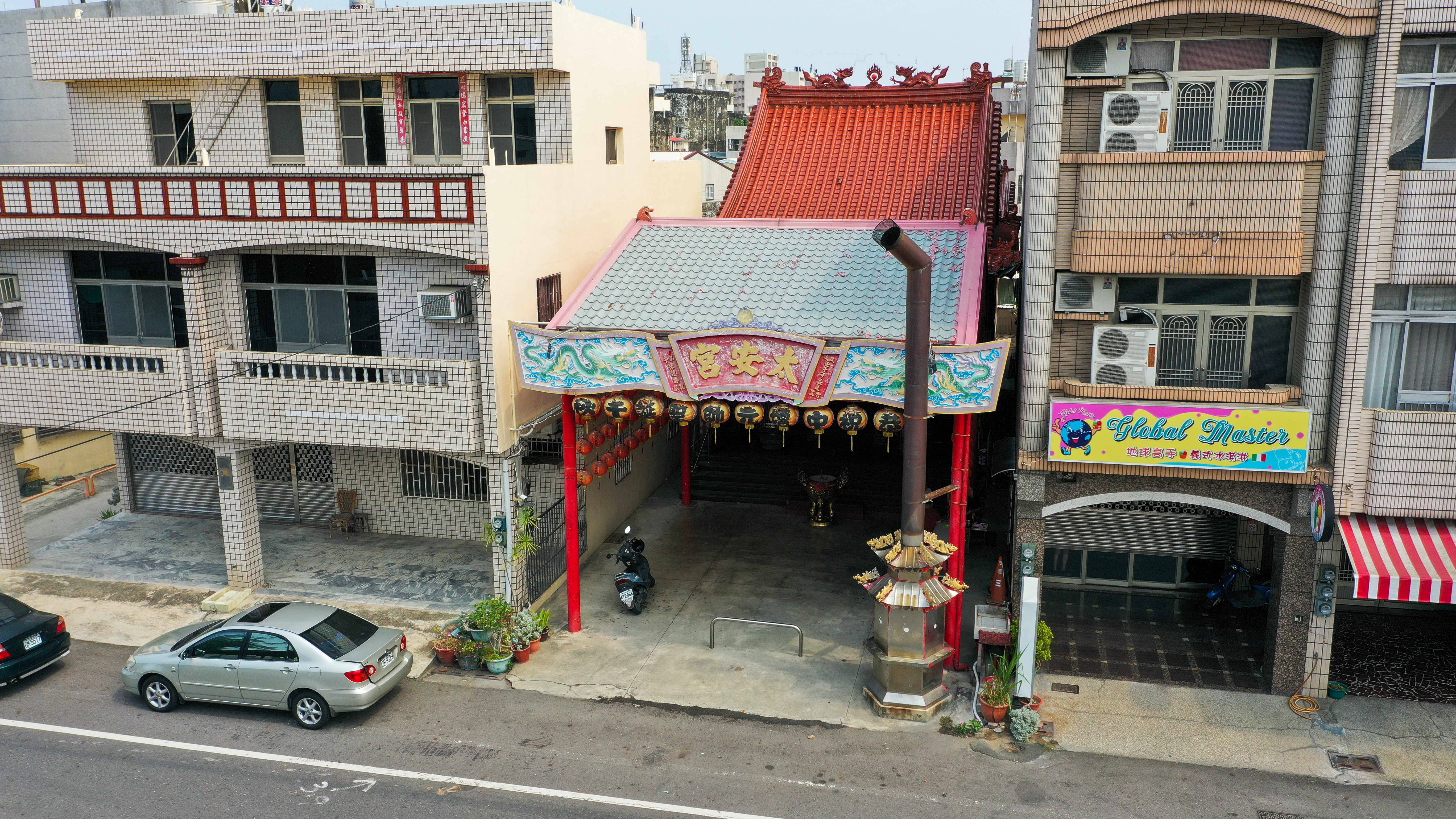
鳥瞰照片
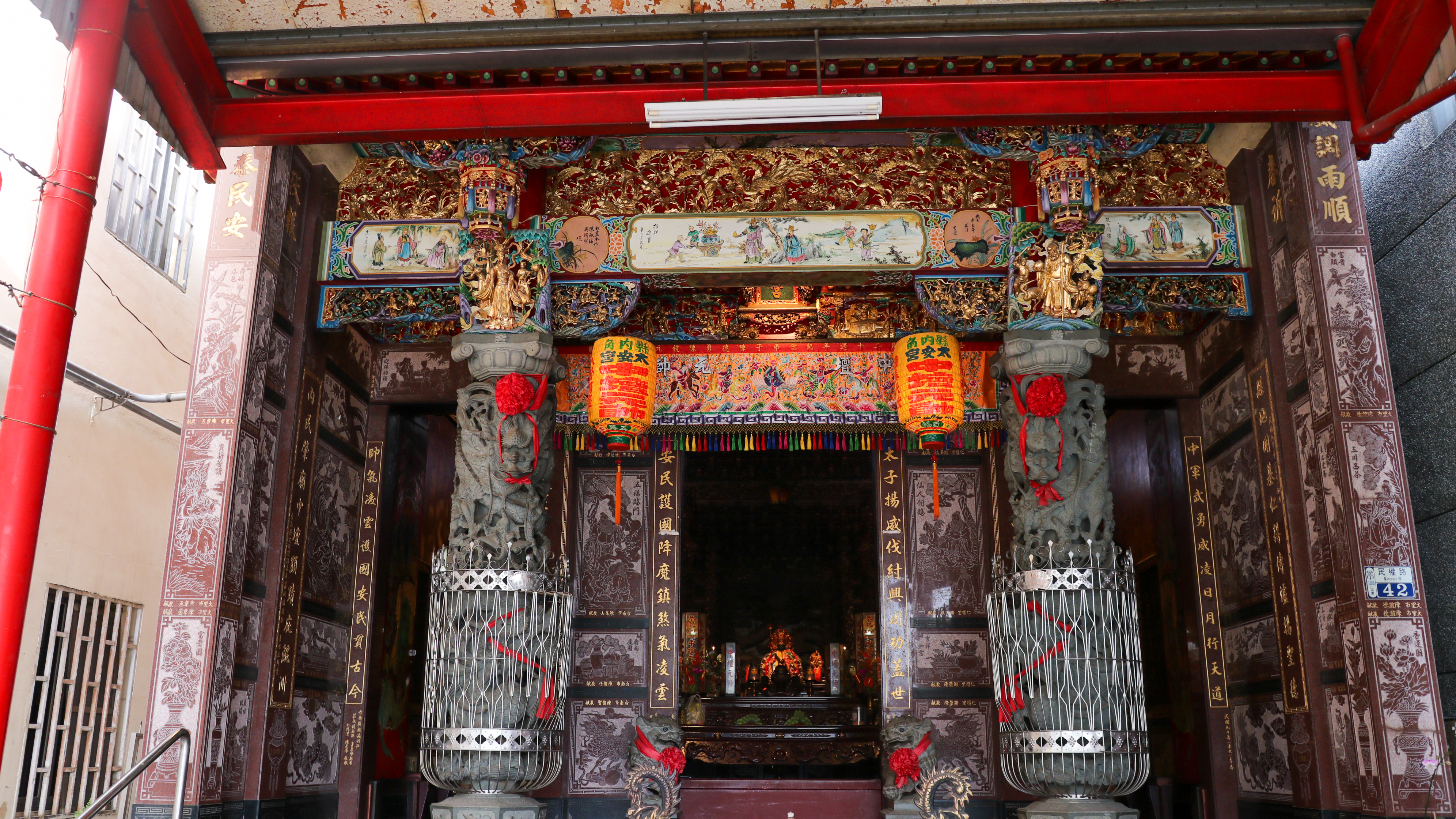
廟前龍柱
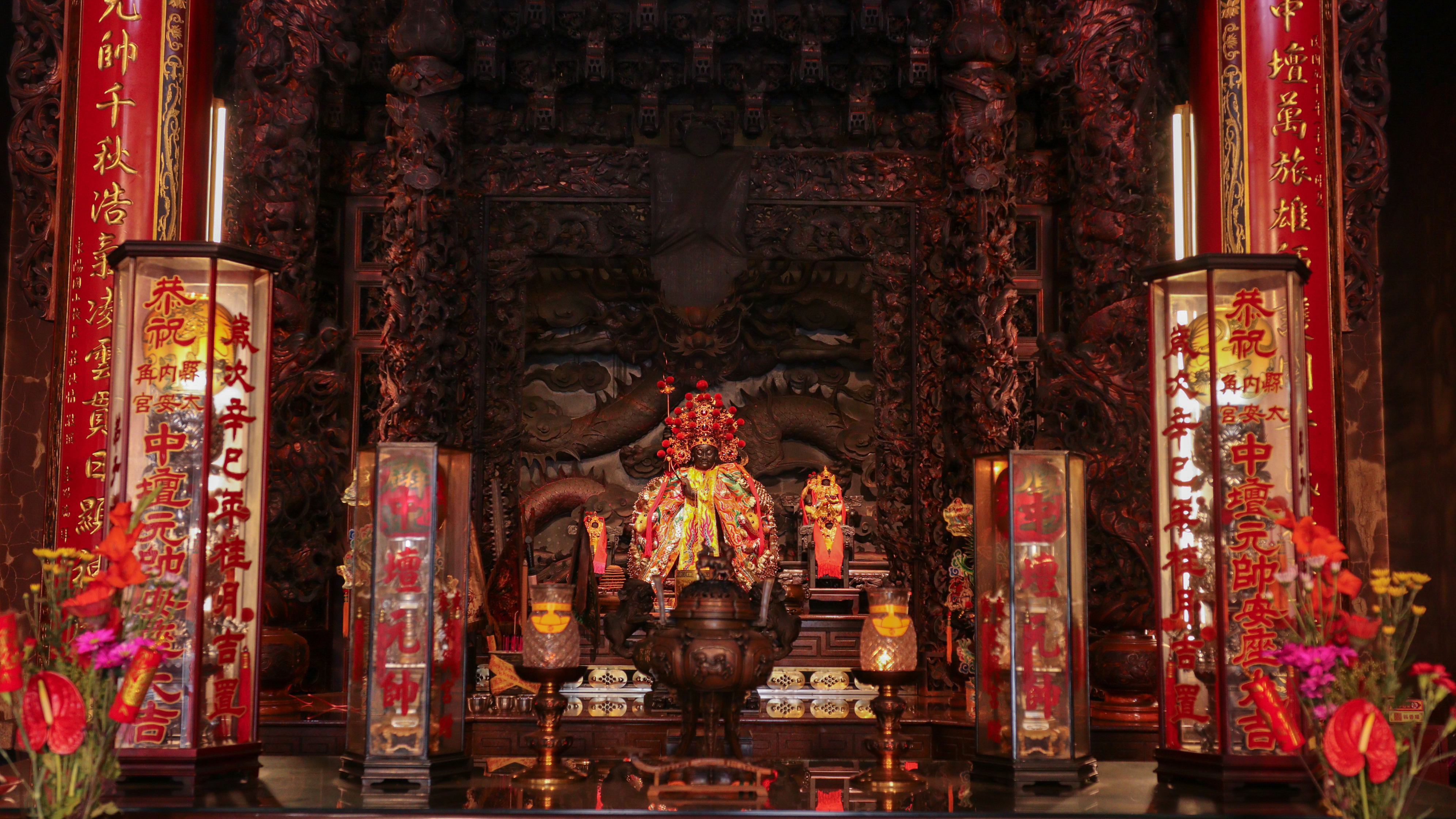
神龕
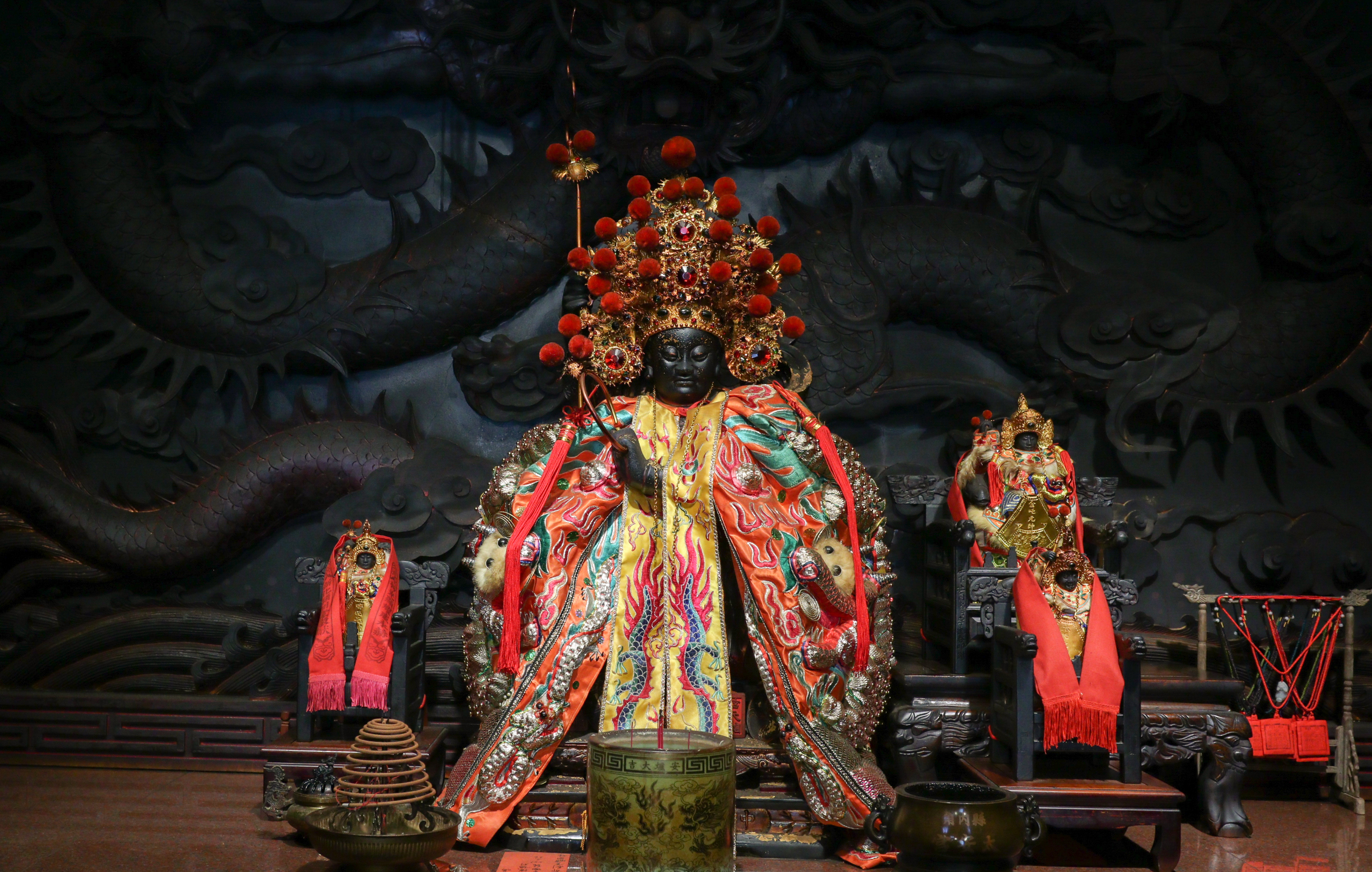
主祀神中壇元帥
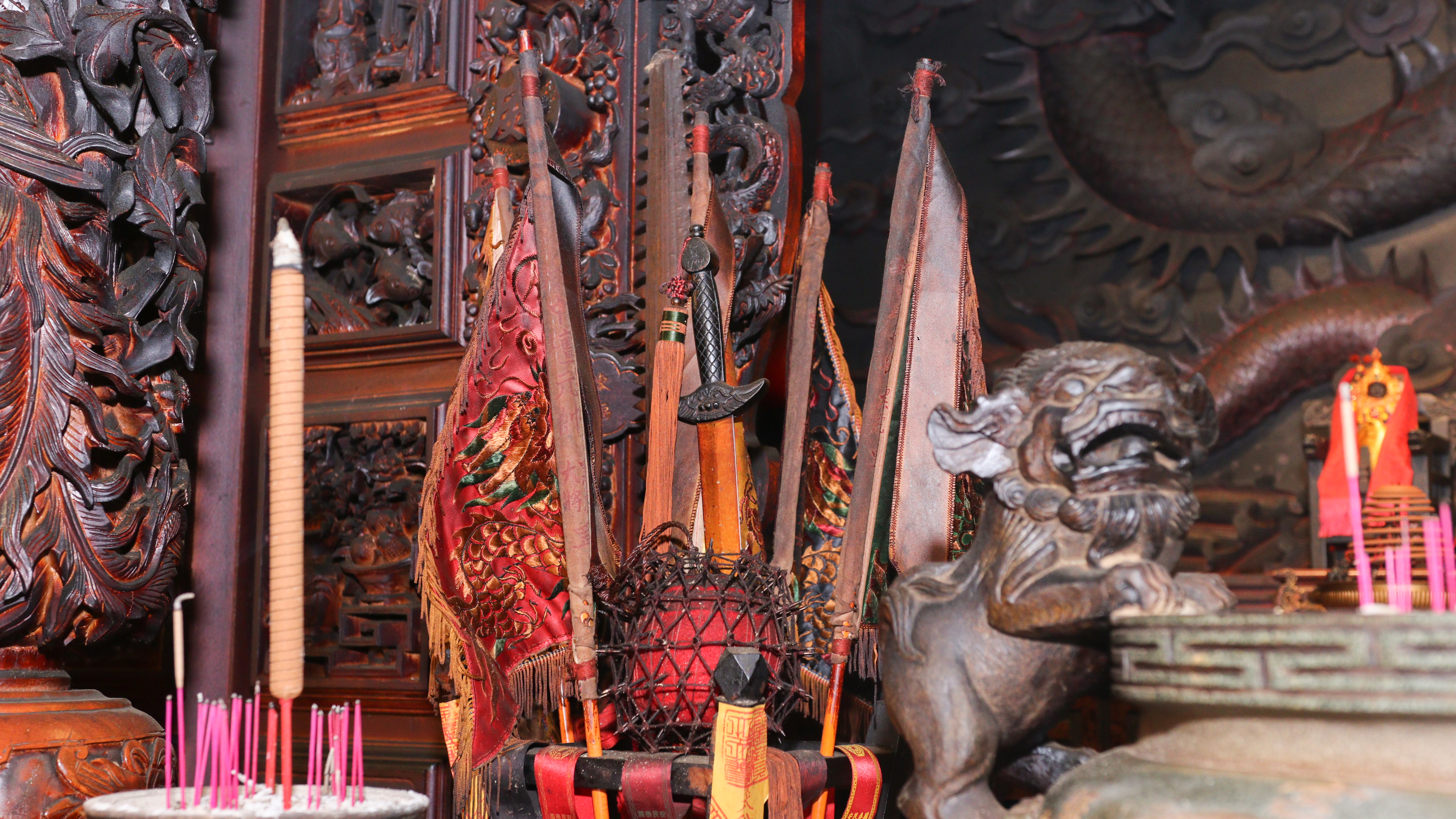
五營神將
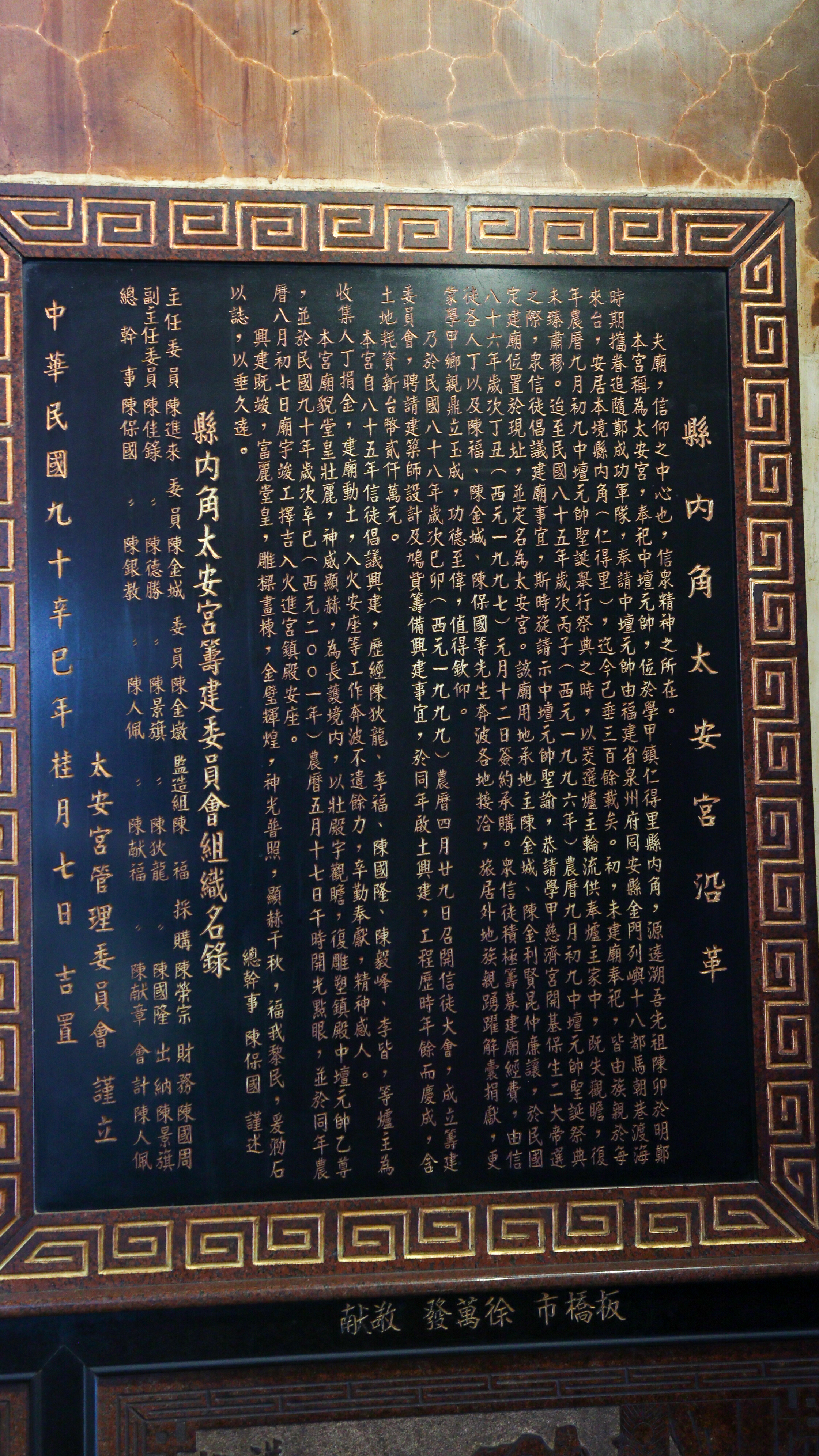
沿革紀念碑